# Villa Klinger

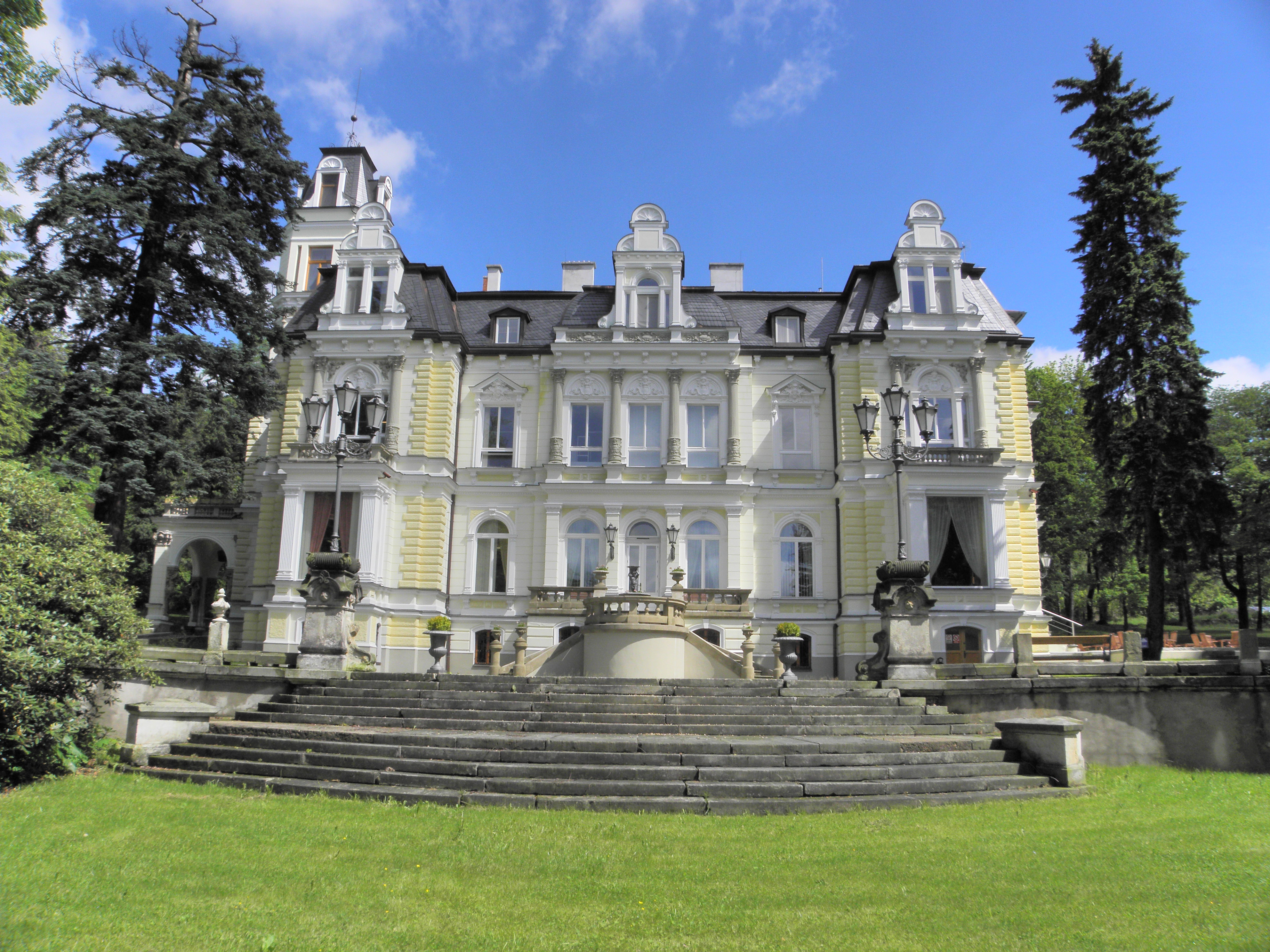
Villa Ottomar Klinger 2010, Südansicht

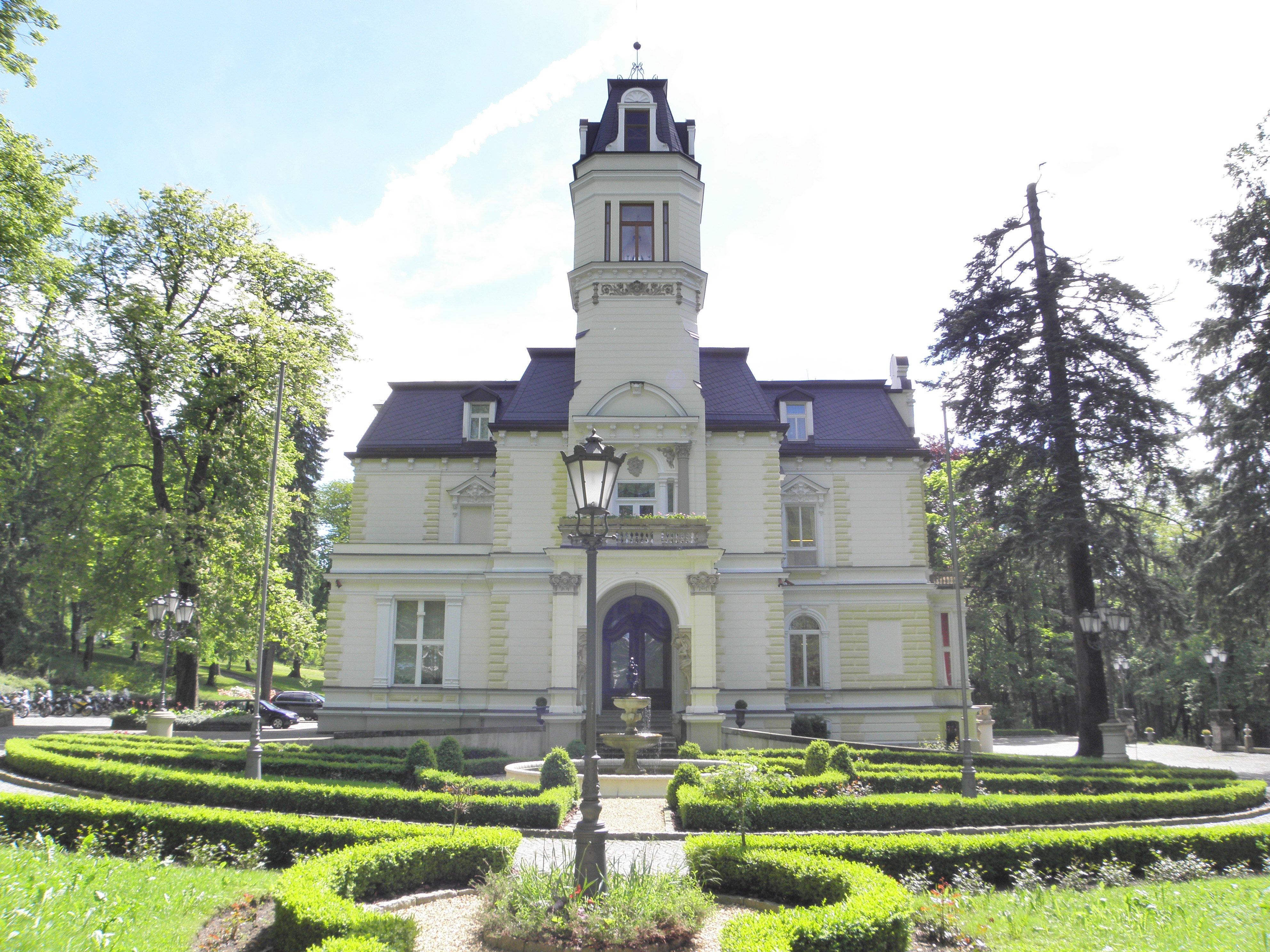
Villa Ottomar Klinger 2010, Westansicht

Die Villa Ottomar Klinger ist ein großbürgerliches Wohnhaus in Nové Město pod Smrkem in Tschechien. Die Villa gehörte zusammen mit der Villa Oskar Klinger (1873–1874) und der Villa Willi Klinger (1903–1904) zu einem Gesamtkomplex von drei Villen der Familie Klinger, der durch einen von Hugo Eck aus Dresden großzügig und weitläufig gestalteten Park verbunden war. Das Haus steht unter Denkmalschutz, es wurde ab 2001 restauriert und umgenutzt.

## Geschichte

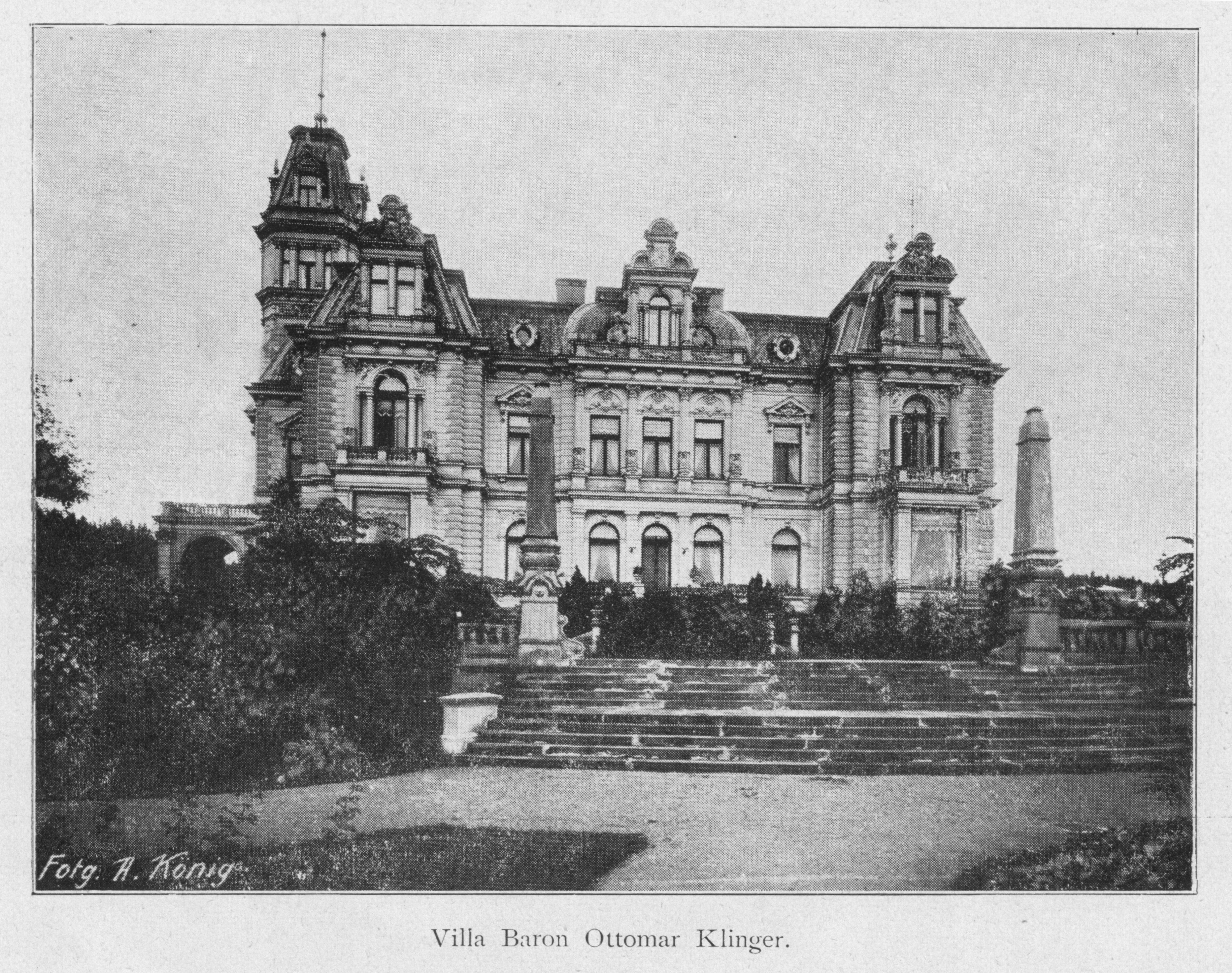
Villa Ottomar Klinger 1910, Südansicht

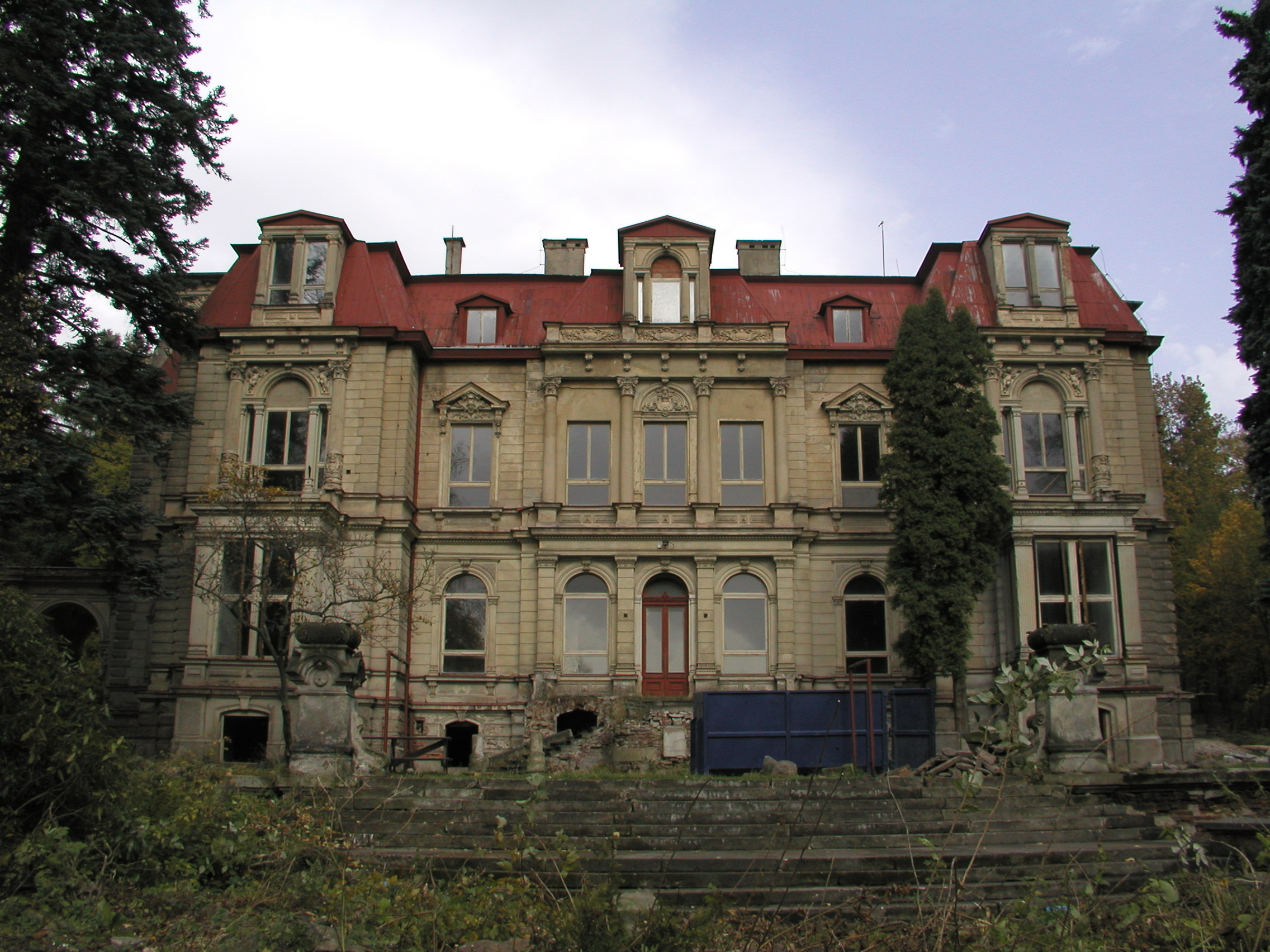
Villa Ottomar Klinger 2001, Südansicht

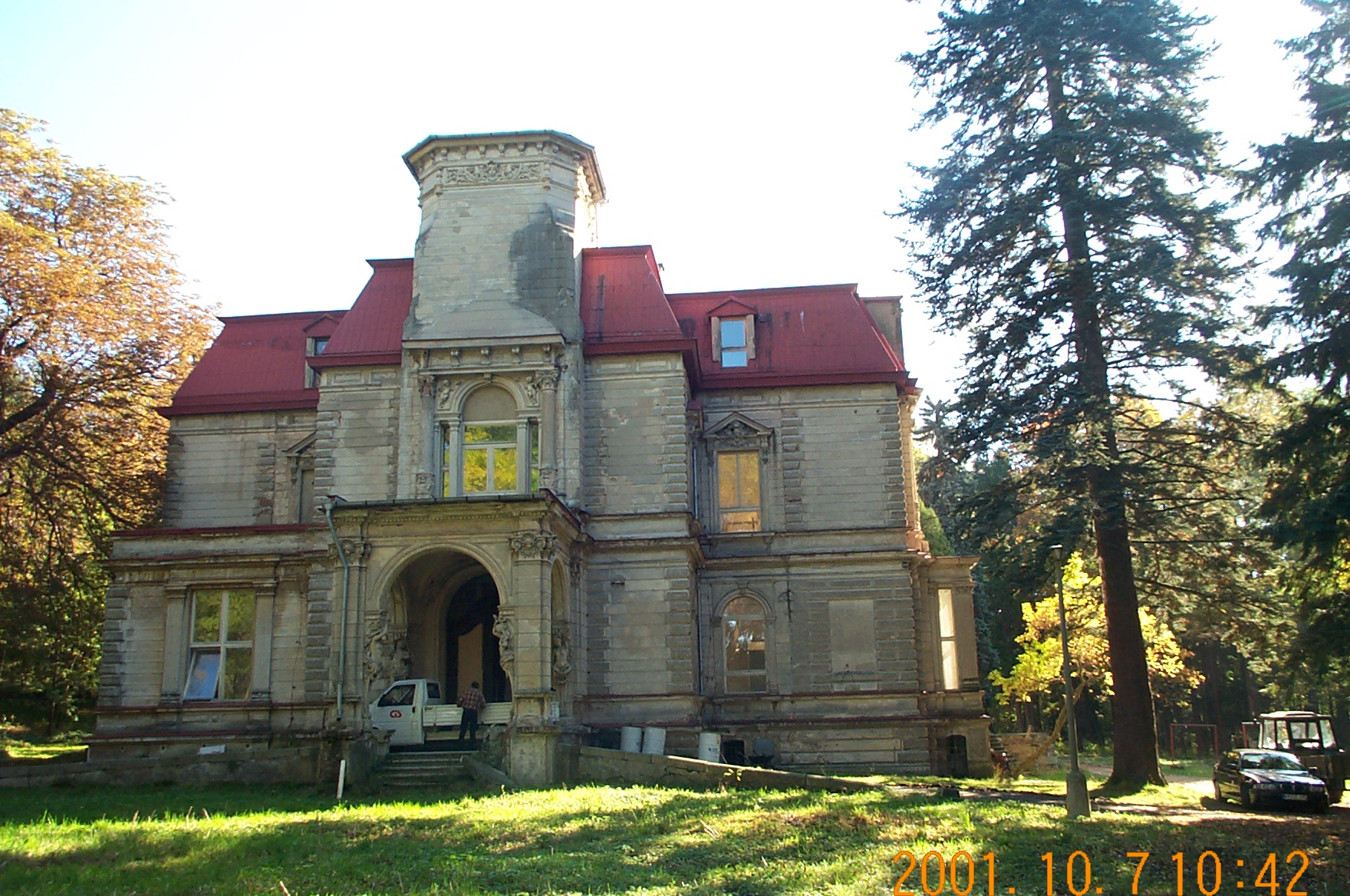
Villa Ottomar Klinger 2001, Westansicht

Im 18. Jahrhundert betrieb Johann Georg Klinger (1708–1764) in Niederehrenberg ein Webereigeschäft. Später entwickelten aus diesen Wurzeln hauptsächlich Ignaz, Ottomar und Oskar von Klinger sowie Willi Klinger um 1900 zur Blütezeit von Neustadt an der Tafelfichte Textilfabriken in Böhmen. Ignaz Klinger erlernte bei seinem Vater die Leinenweberei. Um 1835 leitete er in Friedland einen Zweigbetrieb der Neustadtler Webefaktorei C. E. Blumrich. Als dieser aufgelöst wurde, ermutigten Garnhändler Klinger, sich selbständig zu machen und boten ihm Kredite an. 1839 gründete er in Neustadtl (1901–1945 Neustadt an der Tafelfichte) ein eigenes Unternehmen, das zunächst Handel trieb und dann mit der Erzeugung von Rohgewebe begann. Nach einigen Jahren verlegte Klinger sich auf die Herstellung von feineren Geweben wie Chaly, Batist, Orleans, Mohair, Kaschmir und Thibet. Die Rohware ließ er unter anderem von Unternehmen in Lörrach und Gera ausrüsten und aufbereiten. Die reimportierte Ware verkaufte er an Wiener Wolldruckereien sowie an Betriebe in Kosmanos, Liebenau, Reichenberg, Böhmisch Aicha, Příbram und Prag. Um das Jahr 1844 beschäftigte Klinger 700 Hausweber, 1850 bereits 1.500. 1862 erbaute er in Neustadtl eine Weberei mit 500 Regulator- und Jacquard-Webstühlen. 1868 wurde der Betrieb erweitert; die ersten 50 mechanischen Webstühle wurden aufgestellt, 1869 weitere 100. Seinen älteren Brüdern, die er anfangs beschäftigt hatte, errichtete Klinger eine Weberei in Dittersbach.
Nach Klingers Tod übernahmen die Söhne Oskar, Franz Edmund und Ottomar die Leitung des Unternehmens. Die Herstellung von Kammgarn-Kleiderstoffen wurde aufgenommen. 1878 wurde eine Färberei erbaut, 1881 in Jungbunzlau eine mechanische Weberei gekauft und dort 1886 eine Spinnerei erbaut, schließlich 1888 in Prato (Italien) eine mechanische Weberei mit 1.000 Webstühlen errichtet. Vor dem Ersten Weltkrieg hatte das Unternehmen zuletzt 5.000 Beschäftigte, für die bemerkenswerte Sozialleistungen erbracht wurden. Niederlassungen bestanden in Brünn, Budapest, Prag, Wien, Hamburg, Paris, Mailand, Neapel, Alexandrien, Konstantinopel und New York. Nach dem Ausscheiden von Klingers Söhnen wurden die Werke vom Sohn seines Bruders Oskar geleitet. Zwischen 1918 und 1931 wurden sie dann samt der Firma „Ignaz Klinger“ verkauft, unter der sie bis 1945 bekannt blieben.
Die Villa, genannt „obere Villa“, ließ Ottomar Klinger (* 24. Dezember 1852 in Neustadtl; † 1. Januar 1918 Kosmanos; seit 1908 Ottomar Freiherr Klinger von Klingerstorff) für sich, seine Frau und die drei Kinder 1888 bis 1891 von dem Architekten Edmund Trossin
im schlossartigen Stil des Neobarock erbauen. Die Villa wurde mit italienischem Einfluss und vielen italienischen Baumaterialien repräsentativ ausgestattet und ist in Nordböhmen einzigartig. Sie steht unter Denkmalschutz. Auf ca. 900 m² bebauter Grundfläche wurde die voll unterkellerte Villa mit zwei Geschossen und einem ausgebauten Dachgeschoss mit über 2.700 m² Nutzfläche erstellt. Der Bauplatz liegt gegenüber der Tafelfichte an einem Südhang.
Nach Ende des Zweiten Weltkriegs begann der langsame Verfall der Villa. Es folgten wechselnde Nutzungen, zuletzt als Kindergarten. Dadurch und besonders durch über zehn Jahre Leerstand hatte die Villa in ihrer Substanz gelitten. 
Im Jahre 2001 wurde die Villa Klinger dem Krefelder Unternehmer und Inhaber der CiS-Gruppe, Peter M. Wöllner, verkauft. Sein Unternehmen produziert seit 1992 in Ludvíkov pod Smrkem und gründete 1997 dort eine Tochtergesellschaft, die CiS SYSTEMS s.r.o. Unter der Leitung der Architekten und Statiker Tomáš und Karel Myslivec aus Liberec erfolgte die Sanierung.
Im September 2002 wurde im 1. Obergeschoss eine Manufaktur von Kabelgarnituren für Medizingeräte in Betrieb genommen. Weiterhin entstand ein 600 m² großes Lager mit weiteren Nebenräumen im Keller. Bis zum Jahresende zogen auch die Personal- und Finanzbuchhaltung von Ludvíkov pod Smrkem in die Villa um. Im Dachgeschoss entstanden Wohnungen.
In den Jahren 2003 und 2004 wurde das Erdgeschoss saniert. Hier entstanden mehrere Büros. Die Westfassade mit den Figuren an der Vorfahrt wurden restauriert und der eingestürzte Westturm originalgetreu wieder errichtet. Die Zufahrt und das Umfeld der Villa wurden gepflastert sowie der Park wiederhergestellt. 
2005 wurde der Brunnen vor dem Portal gebaut und die Südfassade restauriert. Das Deckenfresko von Adolf Liebscher (1857–1919) wurde restauriert. 2006 begann die Restaurierung der Nord- und Ostfassade. Das Dach wurde neu mit Schiefer eingedeckt. 2007 wurde als letzter größerer Bauabschnitt die zerstörte Südterrasse rekonstruiert und die Vorfahrt bekam eine Balustrade.
Die Villa Klinger ist heute (2010) Firmensitz der CiS SYSTEMS s.r.o. mit ca. 45 Arbeitsplätzen. 2011 fand eine Aufforstung und Gestaltung des Parks statt. In diesem Zusammenhang wurde auch ein schmiedeeisernes Tor zum Park installiert, das ursprünglich zur ehemaligen Villa Finkgräfe in Zeitz gehörte. Von 2015 bis 2019 wurden weitere Zierpflanzen und Bäume (zum Beispiel zwei kalifornische Mammutbäume) gepflanzt sowie eine Blumenwiese angelegt. 2020 wurde die gesamte Textilfabrik von Ignaz Klinger unterhalb der Villa abgerissen. Als Erinnerung wurde der schmiedeeiserne Zaun, der die Direktoren- und Verwaltungsvilla umgab, an der Einfahrt zum Park installiert. 
Die Villa Oskar Klinger, errichtet 1873/74 von Edmund Trossin, wurde um 2020 abgerissen. Die Villa Willi Klinger, errichtet 1904 von Ernst Schäfer, ist 1924 abgebrannt und wurde danach abgerissen.